# Verwahrungsinitiative
Die eidgenössische Volksinitiative «Lebenslange Verwahrung für nicht therapierbare, extrem gefährliche Sexual- und Gewaltstraftäter», vor allem als Verwahrungsinitiative bekannt, wurde am 8. Februar 2004 von Volk und Ständen angenommen. Das Ziel der Initianten war es, den Schutz der Bevölkerung vor gefährlichen Straftätern zu verbessern. Das wollte die Initiative erreichen, indem sie für diese Tätergruppe die lebenslange Verwahrung einführt. Sie wollte eine Entlassung aus der Verwahrung nur zulassen, wenn wissenschaftlich erwiesen ist, dass der Täter von seinem abnormen Verhalten geheilt werden kann. Die Initiative liess aber offen, was mit behandlungsfähigen Straftätern nach der Entlassung geschehen soll. Schliesslich beabsichtigte sie eine Qualitätsverbesserung der Gutachten, die im Zusammenhang mit einer Verwahrung durchgeführt werden. Dafür sollen jeweils zwei Gutachter beigezogen werden. Die Initiative war jedoch sehr umstritten, vor allem wegen ihrer partiellen Inkompatibilität mit dem Völkerrecht (Art. 5 EMRK).

## Wortlaut
1 Wird ein Sexual- oder Gewaltstraftäter in den Gutachten, die für das Gerichtsurteil nötig sind, als extrem gefährlich erachtet und nicht therapierbar eingestuft, ist er wegen des hohen Rückfallrisikos bis an sein Lebensende zu verwahren. Frühzeitige Entlassung und Hafturlaub sind ausgeschlossen.
2 Nur wenn durch neue, wissenschaftliche Erkenntnisse erwiesen wird, dass der Täter geheilt werden kann und somit keine Gefahr mehr für die Öffentlichkeit darstellt, können neue Gutachten erstellt werden. Sollte aufgrund dieser neuen Gutachten die Verwahrung aufgehoben werden, so muss die Haftung für einen Rückfall des Täters von der Behörde übernommen werden, die die Verwahrung aufgehoben hat.

## Rechtlicher Kontext

### Völker- und verfassungsrechtlicher Kontext
Der von der Verwahrungsinitiative neu eingeführte Art. 123a steht in direktem Zusammenhang mit Art. 5 der Europäischen Menschenrechtskonvention (EMRK), der Verwahrten einräumt, in angemessenen Abständen ihren Freiheitsentzug durch ein Gericht überprüfen zu lassen. Ein Insasse hat ausserdem das Recht, vor einem Gericht die Rechtmässigkeit seiner lebenslänglichen Verwahrung anzufechten. Der zweite Absatz der Initiative musste, um wegen einer Kollision mit der EMRK eine allfällige Verurteilung durch den EGMR zu vermeiden, so ausgelegt werden, dass die gerichtliche Prüfung auch dann erfolgen kann, wenn nicht neue wissenschaftliche Erkenntnisse vorliegen.
Art. 5 Abs. 4 der Bundesverfassung verpflichtet alle Staatsorgane, das Völkerrecht zu beachten. Art. 123a ist jedoch im Hinblick auf die EMRK problematisch. Da Art. 5 EMRK nicht zum zwingenden Völkerrecht gehört – in diesem Fall müsste eine Initiative von der Bundesversammlung für (teil-)ungültig erklärt werden –, führte die Annahme von Art. 123a zu völkerrechtswidrigem Verfassungsrecht. Das Parlament ist in diesem Fall angehalten, die Verfassungsnorm möglichst völkerrechtskonform auszulegen und umzusetzen, denn Art. 123a ist nicht direkt anwendbar. Ob Art. 123a dem Völkerrecht direkt widerspricht, ist nicht abschliessend geklärt.

### Strafrechtliche Rahmenbedingungen
Das Strafgesetzbuch (StGB) unterschied vor dem 1. Januar 2007 (Revision des StGB) zwischen der Verwahrung von Gewohnheitsverbrechern und jener von geistig abnormen Tätern («psychisch kranke Straftäter»). Diese Unterscheidung wurde 2007 aufgegeben und in die ordentliche Verwahrung (Art. 64 StGB) überführt. Sie ist immer Ultima Ratio. Die lebenslängliche Verwahrung gemäss Initiative verschärft die Bedingungen der ordentlichen Verwahrung.

## Inhalt und Argumente

### Inhalt

#### Absatz 1
Eine lebenslängliche Freiheitsstrafe ohne Chance auf Entlassung kann sich verheerend auf die Persönlichkeit eines Individuums auswirken und diese sogar zerstören. Der EGMR beurteilt einen lebenslangen Freiheitsentzug als unverhältnismässig, wenn keine Aussicht auf Überprüfung oder Entlassung besteht.
Wenngleich unter die Begrifflichkeit «Sexual- und Gewaltstraftäter» eine Reihe von Straftaten fallen könnte, wurde im Abstimmungskampf und bei der Lancierung der Initiative ersichtlich, dass hiermit von einer Handvoll schwerster, psychisch gestörter Täter ausgegangen wird. Nach Art. 64 Abs. 1bis StGB wird die lebenslängliche Verwahrung bei den Delikten Mord, vorsätzliche Tötung, schwere Körperverletzung, Raub, Vergewaltigung, sexuelle Nötigung, Freiheitsberaubung oder Entführung, Geiselnahme, Menschenhandel oder Völkermord verhängt. Der Täter muss hierbei die physische, psychische oder sexuelle Integrität des Opfers schwer beeinträchtigen oder dies beabsichtigt haben.
Ausschlaggebend ist jedoch nicht die Tat als solche, sondern die Persönlichkeitsmerkmale des Täters der extremen Gefährlichkeit und der fehlenden Therapierbarkeit. Ein Täter ist nach Art. 64 Abs. 1bis dann extrem gefährlich, wenn ein hohes Rückfallrisiko besteht. Untherapierbar ist er dann, wenn die Behandlung keinen Erfolg verspricht. Beide Kriterien müssen durch zwei unabhängige Gutachter geprüft werden. Letzten Endes entscheidet jedoch das Gericht über die Verwahrung, wobei das Vorliegen einer psychiatrischen Erkrankung nicht ausreicht, um jemanden lebenslänglich zu verwahren.

#### Absatz 2
«Neue wissenschaftliche Erkenntnisse» sind im Sinne der Initianten neue Therapiemethoden, um die vormals untherapierbaren Täter behandeln zu können. Wegen Art. 5 EMRK und Art. 31 Abs. 4 BV muss die Bestimmung jedoch so ausgelegt werden, dass neue Gutachten auch dann möglich sind, wenn keine neuen wissenschaftlichen Erkenntnisse vorliegen, da aus der Psychiatrie Fälle von deutlicher Besserung nach 10–15 Jahren bekannt sind. Ein prinzipielles Überprüfungsgebot verstösst überdies gegen das Gebot der Verhältnismässigkeit. Die verlangte Haftung durch den Staat in Absatz 2 Satz 2 ist nicht strafrechtlicher Natur, sondern betrifft eine finanzielle Entschädigung durch das Gemeinwesen.

#### Absatz 3
Die vorgeschriebenen Gutachten müssen von zwei erfahrenen, unabhängigen Sachverständigen durchgeführt werden, die zuvor keinen therapeutischen Kontakt zum Täter gehabt haben. Nur wenn die Beurteilung beider Gutachter eindeutig und übereinstimmend ist, darf eine lebenslängliche Verwahrung angeordnet werden – so verlangte es das Bundesgericht.

### Argumente der Initianten
Die Initianten monierten die Untätigkeit des Bundesgesetzgebers, keinen ausreichenden Schutz der Bevölkerung vor Vergewaltigungstaten geschaffen zu haben. Den Anstoss zur Lancierung der Initiative gab der Mord am Zollikerberg, bei dem ein bereits mehrfach verurteilter Vergewaltiger, dem Hafturlaub gewährt worden war, einen weiteren Sexualmord beging. Die Initianten beklagten, dass Verbrecher, die sich aufgrund ihrer Gefährlichkeit in Verwahrung befinden, aus der Verwahrung entlassen werden, wenn sie ein Verbrechen verübt haben, das mit zehn Jahren bestraft wird. Dies selbst dann, wenn sie hoch rückfallgefährdet seien. Darin sahen die Initianten einen Missstand, den sie mit der Initiative beheben wollten.

## Behandlung

### Einreichung
Nach der Vorprüfung durch die Bundeskanzlei am 20. Oktober 1998 begann die Sammelfrist von 18 Monaten, um 100'000 Unterschriften zu sammeln, am 3. November 1998. Am 3. Mai 2000 reichten die Initianten die Unterschriften ein. Die Bundeskanzlei verfügte einen Monat später, dass die Initiative mit 194'390 gültigen Unterschriften zustande gekommen ist. Nach Art. 97 Abs. 1 Bst. a ParlG musste der Bundesrat spätestens ein Jahr nach Einreichung der Bundesversammlung den Entwurf für einen Bundesbeschluss über eine Abstimmungsempfehlung mit einer erläuternden Botschaft unterbreiten. Diese Pflicht erfüllte er am 4. April 2001.

### Botschaft des Bundesrats
Wie auch die Initianten ist der Bundesrat der Ansicht, dass die Bevölkerung verstärkt vor gefährlichen Straftätern geschützt werden müsse. Er verzichtete jedoch darauf, der Initiative einen Gegenentwurf zu unterbreiten, weil damals schon eine Revision des Strafgesetzbuches im Gang war, die ein ähnliches Ziel verfolgte. Seines Erachtens waren die Anpassungen des Strafgesetzbuches ausreichend. Daher empfahl er den Eidgenössischen Räten mit seiner Botschaft vom 4. April 2001, die Initiative Volk und Ständen zur Ablehnung zu empfehlen.
Ein wesentlicher Kritikpunkt stellte die Umschreibung als «nicht therapierbar» dar. Sie umfasse, für sich allein interpretiert, auch Täter, die keine psychische Störung haben, denn auch diese können im herkömmlichen Sinne nicht therapiert werden. Die Voraussetzung aber, dass der Täter nur entlassen werden darf, wenn er geheilt werden kann, könne nur bedeuten, dass der zu verwahrende Täter «krank» sein, also eine psychische Störung aufweisen muss. Dadurch werde jedoch ein gewichtiger Teil der Täter, gegen die sich die Initiative richte, gar nicht erfasst. Des Weiteren verstosse die Initiative gegen das Verhältnismässigkeitsprinzip. Der kategorische Ausschluss des Hafturlaubs sei vor diesem Hintergrund problematisch. Denn wenngleich ausgeschlossen werden könne, dass eine weitere Straftat während des Hafturlaubs begangen wird, habe der Inhaftierte dazu keine Möglichkeit.
Nach der Initiative können neue Gutachten für die Aufhebung der Verwahrung nur erstellt werden, wenn durch «neue wissenschaftliche Erkenntnisse» erwiesen wird, dass der Täter geheilt werden kann. Dadurch werde das Risiko eingegangen, dass Täter, die keine Gefahr mehr für die öffentliche Sicherheit darstellen, nicht entlassen werden. Die Initiative setze die Schranke für eine Aufhebung der Sicherungsverwahrung zu hoch.

### Beratung in den Eidgenössischen Räten
Die Kommission für Rechtsfragen des Nationalrats empfahl die Initiative zur Ablehnung. Sie störte sich vor allem daran, dass ein Täter nur dann entlassen werden kann, wenn neue wissenschaftliche Erkenntnisse vorlägen; der Initiativtext sei zu starr. Es wurde von Paul Rechsteiner (SP) die Frage aufgeworfen, ob die Initiative nicht wegen Verletzung der Europäischen Menschenrechtskonvention sogar für ungültig erklärt werden sollte. Diese Bedenken teilten ebenso verschiedene Strafrechtler. Der Rat folgte dieser Einschätzung jedoch nicht, da die Initiative nicht gegen zwingendes Völkerrecht verstosse. Vorbehalte gegen die radikale Form des Strafvollzugs äusserten auch bürgerliche Parlamentsangehörige. Die FDP-Fraktion lehnte sie ab, weil sie unmenschlich sei. Sie gaben der im Jahr zuvor verabschiedeten Revision des Strafgesetzbuches den Vorzug, die ebenfalls eine verschärfte Sicherungsverwahrung einführen wollte. Am 20. Juni 2003 beschlossen der Nationalrat mit 134 zu 38 und der Ständerat mit 45 zu 0 Stimmen, die Initiative Volk und Ständen mit der Empfehlung für Ablehnung zur Abstimmung zu unterbreiten.

## Volksabstimmung

### Parteipositionen
Ja-Parole: SVP, EDU, FPS, Lega, SD
Nein-Parole: CSP, CVP, EVP, FDP, GPS, LPS, PdA, SP

### Ergebnisse
Ja-Stände: 19 5⁄2
Nein-Stände: 1 1⁄2
| Kanton           | Stimmbeteiligung | Ja-Stimmen | Nein-Stimmen | Ja-Stimmen (in Prozent) |
| ---------------- | ---------------- | ---------- | ------------ | ----------------------- |
| Schweiz          | 45.5             | 1,198,867  | 934,569      | 56.2                    |
| Zürich           | 47.4             | 200,251    | 176,702      | 53.1                    |
| Bern             | 43.0             | 153,267    | 135,809      | 53.0                    |
| Luzern           | 48.9             | 63,608     | 50,347       | 55.8                    |
| Uri              | 54.9             | 8,349      | 5,204        | 61.6                    |
| Schwyz           | 46.3             | 25,674     | 14,885       | 63.3                    |
| Obwalden         | 46.7             | 5,710      | 4,508        | 55.9                    |
| Nidwalden        | 50.7             | 7,976      | 5,992        | 57.1                    |
| Glarus           | 45.2             | 6,746      | 4,348        | 60.8                    |
| Zug              | 52.1             | 18,444     | 16,388       | 53.0                    |
| Freiburg         | 40.4             | 37,010     | 28,084       | 56.9                    |
| Solothurn        | 47.3             | 48,662     | 28,792       | 62.8                    |
| Basel-Stadt      | 52.7             | 28,886     | 31,191       | 48.1                    |
| Basel-Landschaft | 49.1             | 46,439     | 39,946       | 53.8                    |
| Schaffhausen     | 63.8             | 18,472     | 10,671       | 63.4                    |
| Appenzell A.Rh.  | 55.3             | 11,533     | 7,891        | 59.4                    |
| Appenzell I.Rh.  | 37.4             | 2,169      | 1,631        | 57.1                    |
| St.Gallen        | 42.5             | 75,651     | 47,199       | 61.6                    |
| Graubünden       | 36.3             | 27,040     | 18,900       | 58.9                    |
| Aargau           | 39.9             | 82,403     | 61,470       | 57.3                    |
| Thurgau          | 38.1             | 32,162     | 22,197       | 59.2                    |
| Tessin           | 44.3             | 63,788     | 21,762       | 74.6                    |
| Waadt            | 49.9             | 90,936     | 92,309       | 49.6                    |
| Wallis           | 31.3             | 36,753     | 21,280       | 63.3                    |
| Neuenburg        | 56.3             | 35,027     | 22,957       | 60.4                    |
| Genf             | 56.1             | 62,985     | 56,124       | 52.9                    |
| Jura             | 36.0             | 8,926      | 7,982        | 52.8                    |

Quelle:

### Nachbefragung
Die Vox-Analyse ergab, dass sich die politische Orientierung stark auf die Entscheidung an der Urne ausgewirkt hatte: Wer sich zum linken Spektrum zählt, lehnte die Initiative mehrheitlich ab, wer sich rechts positioniert, stimmte noch deutlicher zu; ausschlaggebend war deshalb die politische Mitte, die zu rund 60 % Ja stimmte. Neben dem Gegensatz zwischen Links/Rechts war ein deutlicher Graben zwischen den Bildungsschichten erkennbar: Je höher die formale Bildung ist, umso stärker fiel die Ablehnung aus. Keine Verhaltensunterschiede gab es hingegen zwischen den Geschlechtern und zwischen der deutschen und der französischen Sprachregion.

## Umsetzung
Da Art. 123a unbestimmte Rechtsbegriffe enthält und daher nicht direkt anwendbar ist, bedurfte es einer Umsetzung auf Gesetzesebene. Diese Umsetzung sollte die Revision des Allgemeinen Teils des Strafgesetzbuches, die im Dezember 2002 verabschiedet worden war, ergänzen. Im Zentrum stand die Frage, wie Absatz 2 der neuen Verfassungsbestimmung zu verstehen ist, d. h. unter welchen Voraussetzungen auch die lebenslängliche Verwahrung auf ihre weitere Berechtigung hin überprüft werden darf und muss.
Unmittelbar nach der Volksabstimmung begannen die Diskussionen über eine Umsetzung des neuen Verfassungsartikels, die mit dem Völkerrecht verträglich ist. Zu diesem Zweck wurde eine Arbeitsgruppe eingesetzt, in der neben Sachverständigen auch die Initianten vertreten waren. Der Entwurf dieser Arbeitsgruppe zuhanden des Bundesrats sah keine automatische Überprüfung der Verwahrung vor, sondern ein mehrstufiges Verfahren: Ein lebenslänglich Verwahrter solle ein Gesuch um eine neue Begutachtung stellen dürfen. Danach würde eine Fachkommission abklären, ob neue wissenschaftliche Erkenntnisse zur Therapierbarkeit vorliegen oder ob bekannte Therapien aufgrund persönlicher Veränderungen des Täters erfolgreich sein könnten. Falls dem so ist und die Therapie zu einer erheblichen Reduktion der Gefährlichkeit des Täters führt, könnte ein Gericht die lebenslange Verwahrung in eine befristete umwandeln. Der damalige Departementsvorsteher des EJPD, Christoph Blocher, gab gleichzeitig bekannt, dass er dem Parlament eine Verschärfung der Bestimmungen beantragen werde, die in der Strafrechtsreform über die ordentliche Verwahrung geschaffen wurden. Zum einen sollte eine Verwahrung auch für rückfallgefährdete Täter angeordnet werden können, deren Strafe weniger als zehn Jahren beträgt. Zum anderen sollte eine ordentliche oder lebenslange Verwahrung nachträglich auch gegen bereits verurteilte Täter ausgesprochen werden können; diese Bestimmung soll zudem rückwirkend – d. h. auch auf Täter, die vor Inkraftsetzung des Gesetzes verurteilt worden sind – angewendet werden. Während sich die Initianten und die SVP einverstanden erklärten, reagierten die anderen Parteien sowie die Dachverbände der Juristen und der Ärzte negativ, da die vorgeschlagenen Bestimmungen nicht menschenrechtskonform (insbesondere die nachträgliche Aussprechung der Verwahrung) seien und im Widerspruch zu den wissenschaftlichen Grundlagen und der ärztlichen Ethik stünden.
Wenngleich die Rückmeldungen der Vernehmlassung zu 40 % negativ ausfielen, hielt der Bundesrat an der Mehrzahl der Punkte fest. Er trennte allerdings die Umsetzung der Volksinitiative von den Nachbesserungen der Revision von 2002 des Allgemeinen Teils des Strafgesetzbuchs.
Die zentrale Frage der Umsetzung war die Konkretisierung des Begriffs der «extrem gefährlichen Sexual- oder Gewaltstraftäter». Gemäss der Botschaft des Bundesrates sind darunter Täter folgender Verbrechen zu verstehen: Mord, vorsätzliche Tötung, schwere Körperverletzung, Raub, Vergewaltigung, sexuelle Nötigung, Freiheitsberaubung oder Entführung, Geiselnahme, Menschenhandel oder Völkermord. Um den Widerspruch zur EMRK möglichst kleinzuhalten, musste sich der Bundesrat bei der Möglichkeit einer Überprüfung der Fortsetzung der Verwahrung von den Forderungen der Initianten entfernen. Diese drohten wiederum damit – sollte das Parlament keine Verschärfung beschliessen –, ein Referendum zu ergreifen.
Die Vorlage zur Umsetzung wurde im Ständerat zuerst behandelt, der dem bundesrätlichen Vorschlag folgte, ohne Änderungen vorzunehmen. Die Kommission für Rechtsfragen des Nationalrats (RK-N) stellte sich hingegen auf den Standpunkt, dass die Ausführungsgesetzgebung unnötig sei, da Art. 123a direkt anwendbar sei und die Umsetzung der Rechtsprechung überlassen werden solle. Zudem könne die Verfassungsbestimmung nicht umgesetzt werden, ohne gleichzeitig die EMRK zu verletzen. Der Nationalrat folgte seiner Kommission jedoch nicht, sondern dem Ständerat. Daher trat die Ausführungsgesetzgebung am 21. Dezember 2007 in Kraft.